# 何蔚
何蔚（1884年—1961年），字慎其，广东兴宁人。中华民国法学家、法官、检察官。

## 生平
何蔚毕业于日本东京帝国大学，曾担任吉林地方检察官、福建省地方法院推事、广州大理院推事等。1922年出任广东军政府大理院庭长，后又任广东高等检察厅检察长、广东高等法院首席检察官、国民政府最高法院推事、中央公务员惩戒委员会委员。1935年出任最高法院庭长。赴台湾后，任司法院第一届大法官。1961年逝世。

## 家庭
其子何任清曾任台湾最高法庭庭长。
其孙何志钦曾任国立臺北大學校长。